# باري ليفنسون
باري ليفنسون (بالإنجليزية: Barry Levinson)‏ مواليد 6 أبريل 1942 في بالتيمور، ماريلاند، الولايات المتحدة، هو مخرج أمريكي بدأ مسيرته الفنية عام 1970. كما أنه من الفائزين بجوائز الأوسكار.

## الأعمال
- رجل المطر
- بجزي
- ما الذي حدث للتو؟
- أنت لا تعرف جاك
- روك ذا كاسباه

## وصلات خارجية
- باري ليفنسون على موقع IMDb (الإنجليزية)
- باري ليفنسون على موقع الموسوعة البريطانية (الإنجليزية)
- باري ليفنسون على موقع روتن توميتوز (الإنجليزية)
- باري ليفنسون على موقع مونزينجر (الألمانية)
- باري ليفنسون على موقع قاعدة بيانات الأفلام العربية
- باري ليفنسون على موقع ألو سيني (الفرنسية)
- باري ليفنسون على موقع ميوزك برينز (الإنجليزية)
- باري ليفنسون على موقع تيرنر كلاسيك موفيز (الإنجليزية)
- باري ليفنسون على موقع أول موفي (الإنجليزية)
- باري ليفنسون على موقع بوكس أوفيس موجو (الإنجليزية)